# Xiaomi SU7
O Xiaomi SU7 (chinês: 小米SU7) é o primeiro automóvel elétrico desenvolvido pela Xiaomi Auto da China e produzido a partir de março de 2024 em cooperação com o Grupo BAIC.
O SU7 está disponível em três versões, nomeadamente SU7, SU7 Pro e SU7 Max. De acordo com a Xiaomi, 'SU' '速' significa 'rápido'.

## História
A Xiaomi anunciou sua intenção de entrar no mercado de veículos elétricos em março de 2021. O fundador e CEO da Xiaomi , Lei Jun, afirmou que a empresa investiria 10 bilhões de yuans (US$ 1,4 bilhão) no projeto. A Xiaomi Automobile foi fundada em 2021, com sede na Zona de Desenvolvimento Econômico e Tecnológico de Pequim. A empresa recebeu uma licença para produzir veículos da Comissão Nacional de Desenvolvimento e Reforma da China em agosto de 2023.
A produção do SU7 começou em dezembro de 2023. Foi introduzido em 28 de dezembro de 2023. O preço de varejo é anunciado em 28 de março de 2024, sendo que a versão padrão custa CNY 215.900 yuans ( US$ 30.408).

## Descrição
O sedan possui suspensão pneumática com amortecedores adaptativos, uma grelha com amortecedores activos e uma asa traseira ativa com quatro níveis de regulação. A empresa afirma que o coeficiente de arrasto do SU7 é o mais baixo do mundo, com apenas 0,195.
O SU7 é construído com base numa nova arquitetura eléctrica de 800 volts denominada “Modena”, com uma tensão máxima de 871 volts, e está equipado com uma bateria de 101 kWh. A versão básica com tração traseira tem um motor denominado “V6” com 295 cavalos de potência, enquanto o SU7 Max tem dois motores para um total de 664 cavalos de potência. A velocidade máxima está limitada a 210 km/h para o modelo básico e a 265 km/h para o SU7 Max, mais potente.